# Огородня-Кузьминичский сельсовет
Огородня-Кузьминичский сельсовет (бел. Агаро́дня-Кузьмі́ніцкі сельсавет) — упразднённая административно-территориальная единица в составе Тереховского района Гомельского округа. Административный центр — деревня Огородня Кузьминичская.

## История
После второго укрупнения БССР с 8 декабря 1926 года сельсовет в составе Добрушского района Гомельского округа БССР. 
С 4 августа 1927 года в составе Тереховского района. 
30 декабря 1927 года упразднен, территория присоединена Огородня-Гомельскому сельсовету.

## Состав
- Огородня Кузьминичская — деревня